# Soziale Lage
Soziale Lage bezieht sich auf die Lebensqualität und die Lebenschancen (Chancengleichheit) von Bevölkerungsgruppen. Dabei werden verschiedene Faktoren wie Beruf, Einkommen, Bildung, Arbeitsplatzsicherheit, Wohngegend, Freizeit und Integration in die Gesellschaft berücksichtigt.

## Konzepte
In der Ungleichheitsforschung beschreiben Lagenmodelle neben den traditionellen vertikalen Ungleichheitseinteilungen entsprechend der Bildung, Berufe und Einkommen auch horizontale Ungleichheiten wie Geschlecht, Alter (älter oder jünger als 60 Jahre) oder Herkunft (Ost-/Westdeutscher bzw. Immigrant). Sie erweitern die Schicht- und Klassenanalyse zur mehrdimensionalen Ungleichheitsforschung einer Sozialstruktur.
Der deutsche Soziologe Stefan Hradil ist ab 1983 als Theoretiker des Konzeptes der sozialen Lagen hervorgetreten.
Der deutsche Soziologe Wolfgang Zapf setzte 1989 das Lagenmodell mit seinem Team in der Wohlfahrtsforschung ein. Neben dem vertikalen Schichtkriterium Berufsstatus wurden Geschlecht, Alter und Region als Untersuchungsmerkmal herangezogen. Seine Fragestellung war, welche materiellen Ressourcen und welche Lebenszufriedenheit sich in den ermittelten Soziallagen fänden. Die Kombination der vier Merkmale ergab 64 Soziallagen, die eine differenzierte Sicht auf die Bevölkerung in Deutschland ermöglichen. An Abbildungen der Soziallagen, wird deutlich, dass der Versuch, die Vielgestaltigkeit darzustellen, an seine Grenzen stößt.